# Xinzhou
Xinzhou is een stadsprefectuur in het noorden van de noordelijke provincie Shanxi, Volksrepubliek China. Door Xinzhou loopt de nationale weg G318.